# Fürstenfeldbruck (distrito)
Fürstenfeldbruck é um distrito da Alemanha, na região administrativa de Oberbayern, estado de Baviera. Com uma área de 434,78 km² e com uma população de 198.376 habitantes (2004).

## Cidades e Municípios
- Cidades:

1. Fürstenfeldbruck
2. Germering
3. Olching
4. Puchheim

- Municípios:

1. Adelshofen
2. Alling
3. Althegnenberg
4. Egenhofen
5. Eichenau
6. Emmering
7. Grafrath
8. Gröbenzell
9. Hattenhofen
10. Jesenwang
11. Kottgeisering
12. Landsberied
13. Maisach
14. Mammendorf
15. Mittelstetten
16. Moorenweis
17. Oberschweinbach
18. Schöngeising
19. Türkenfeld